# 레이 토로
레이 토로(영어: Raymond Manuel Toro-Ortiz)는 미국의 기타리스트이다. 1977년 7월 15일 미국 뉴저지주 벨빌에서 태어났으며 마이 케미컬 로맨스의 두 명의 백업 보컬 중 한 명이다.
어렸을 때부터 퀸, 메탈리카, 메가데스, 슬레이어 등의 음악을 즐겼으며, 특히 기타 연주는 브라이언 메이 등 여러 기타리스트에게서 큰 영향을 받았다.